# ムーディー聖書学院

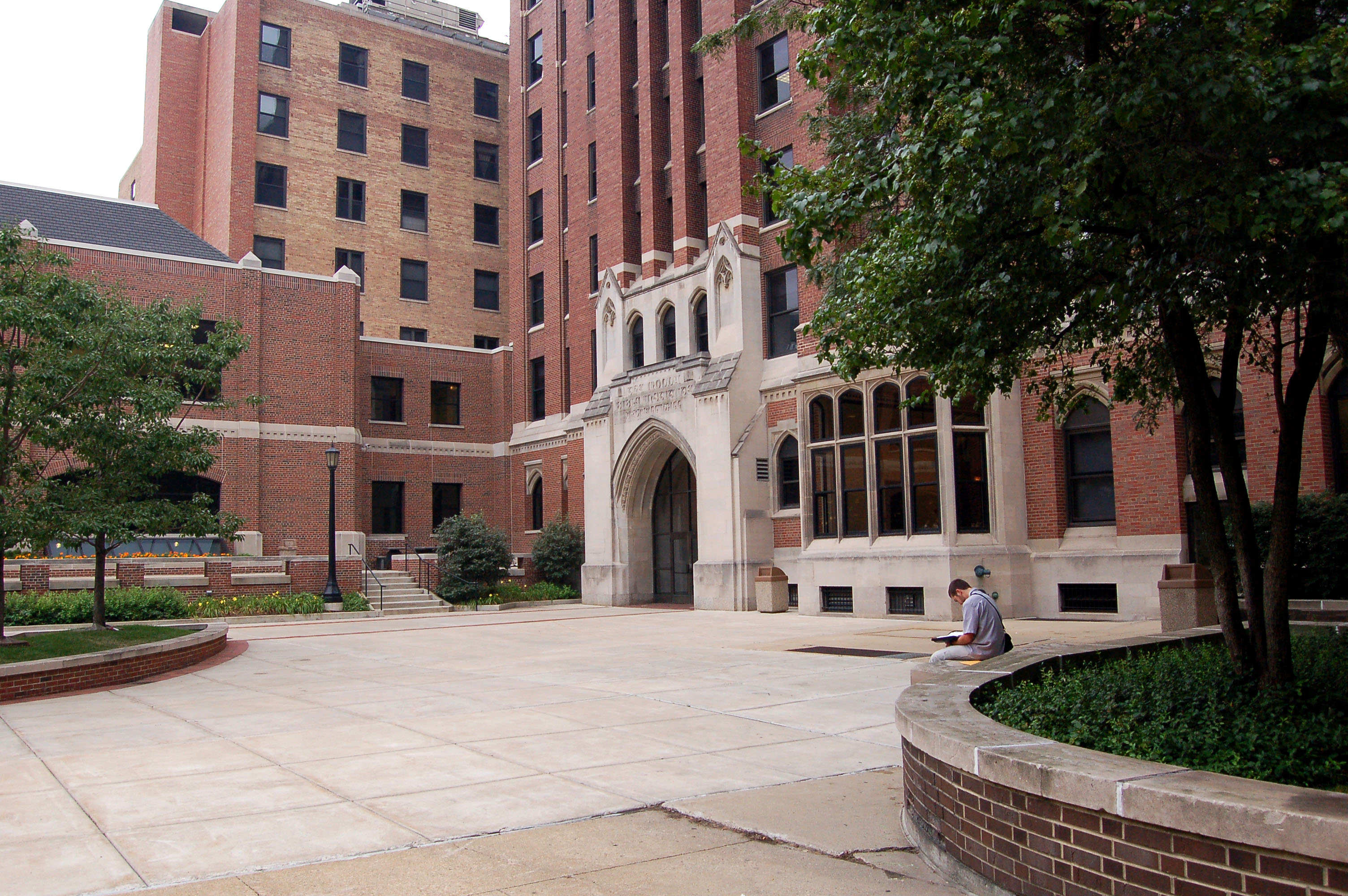
ムーディ聖書学院

ムーディー聖書学院（ムーディーせいしょがくいん、英語表記：Moody Bible Institute、英略：MBI） は、アメリカ合衆国イリノイ州シカゴにある神学校である。1886年、ドワイト・ライマン・ムーディーにより設立された。酒井勝軍やホーリネスの指導者、中田重治はここで学んだ。

## 学長
- ドワイト・ライマン・ムーディー (1887–1899) 初代学長
- ルーベン・アーチャー・トーレー  (1899–1904) 2代目学長
- ジェイムス・マーティン・グレイ  (1904–1934) 3代目学長
- ウィリアム・ヘンリー・ホートン  (1934–1947) 4目学長
- ウィリアム・カルバートソン三世  (1948–1971) 5目学長
- ジョージ・スウィーティング  (1971–1987) 6代目学長
- ジョセフ・スト－ウェル  (1987–2005) 7代目学長
- マイケル・イーズレイ  (2005–2008) 8代目学長
- ポール・ナイキスト  (2009–2018) 9代目学長
- グレッグ・ソーントン  (2018) 仮学長
- マーク・ジョーブ   (2019–) 10代目学長

## 著名な卒業生
- ジョージ・バーワー　 1938年7月3日 - 2023年4月14日、宣教団体OMの創始者
- ライス・アンダーソン　1944年 - 、福音派の牧師。全米福音同盟（英語版）議長。デンバー神学校（英語版）学長

## 日本に関する卒業生
- 中田重治　1870年11月20日　- 1939年9月24日、教会監督、大衆伝道者、巡回伝道者、福音使(牧師)
- 木村清松　1874年4月7日 - 1958年1月14日、巡回伝道者、牧師
- 酒井勝軍　1874年3月15日 - 1940年7月6日、キリスト教伝道者、日ユ同祖論者
- 坂井勝次郎 中田重治と協力して「リバイバル唱歌」をつくる
- セディ・リー・ワイドナー　1875年-1939年12月24日、アメリカ合衆国ペンシルベニア州生まれの宣教師。1900年に日本へと渡る。宮城学院女子大学の校長
- 中田羽後　1896年9月9日 - 1974年7月14日、牧師、音楽伝道者、福音歌手、詩人、作詞家、作曲家、編曲家、言語学者、指揮者、聖歌の編者、中田重治の息子
- 塚本吉興 1976年 - 日本キリスト教団　畦野教会牧師
- 田中従子　日本キリスト教団 自由が丘教会牧師
- 林和行　- ベテル神学校、大学准教授
- 林 ジョナサン 　 牧師、カウンセラー
- 石島 仁　ミッション マリアージュ ジャパン代表
- 川副 浩太 コロンバス日本語キリスト教会牧師
- リチャード・マクロクリン　キリスト聖書神学校協力講師